# Гинецинский, Владислав Ильич
Владислав Ильич Гинецинский (1940—2014) — советский и российский учёный, доктор педагогических наук, профессор кафедры психологии и педагогики личностного и профессионального развития Санкт-Петербургского государственного университета.

## Биография
Гинецинский Владислав Ильич родился 30 декабря 1940 года в Москве. Его родителями были Татьяна Владимировна Константинова, в то время учительница пения одной из московских школ, и Борис Григорьевич Нихамкин, аспирант физического факультета Московского университета. Владислав Ильич носит фамилию своего отчима Гинецинского Ильи Григорьевича, многие годы руководившего Вологодским музыкальным училищем.
В 1958 году Гинецинский В.И. окончил с серебряной медалью среднюю школу №1 Вологды и поступил на первый курс физического факультета Ленинградского университета. Проучившись 4 года на физическом факультете, он перешел на философский факультет, который окончил в 1966 году по специальности «психология». Обучаясь в аспирантуре факультета психологии выполнил диссертационное исследование на тему «Некоторые исторические и психолого-педагогические предпосылки построения обучающих программ».
С 1969 года - ассистент, с 1977 года - доцент кафедры педагогики и педагогической психологии Ленинградского университета. В 1989 году защитил докторскую диссертацию «Педагогическое знание как методологическая и теоретическая проблема». В 1990 году был избран профессором кафедры педагогики и педагогической психологии.
Гинецинским В.И. опубликовано свыше 100 научных и учебно-методических работ, в том числе 5 книг.
В 1995 году Гинецинский В.И. стал членом Нью-Йоркской академии наук, в 1999 - был награждён знаком «Почетный работник высшего профессионального образования в России».

## Публикации
- Гинецинский В.И. Предмет психологии: дидактический аспект. — М.: Логос, 1994. — 214 с. — ISBN 5–85998–374–3. Архивировано 19 ноября 2012 года.
- Гинецинский В.И. Пропедевтический курс общей психологии: Учебное пособие.. — СПб.: СПбГУ, 1997. — 200 с. — ISBN 5-288-01848-0.
- Гинецинский В.И. Знание как категория педагогики: опыт педагогической когитологии.. — Л.: ЛГУ, 1989. — 144 с.